# Maftei Pop
Maftei Pop (n. 1804, Valea Loznii, Sălaj – d. 15 martie 1952, Ciubăncuța, Cluj) a fost un bărbat român din Transilvania care deține un posibil record de longevitate, actul său de deces emis de autorități atestând că a murit la vârsta de 148 de ani.
A trăit și a murit în satul Osoi din județul Cluj.
Maftei Pop a fost menționat și de Ana Aslan într-un interviu acordat ziaristului și scriitorului Mihai Stoian în anii 1970.
De asemenea a fost menționat de academicianul Constantin Ion Parhon în cartea sa Biologia vârstelor, din 1955.

## Legături externe
- Povestea uluitoare a lui Maftei Pop, românul care deține recordul de longevitate: a trăit un secol și jumătate, 29 martie 2015, Bianca Sara, Adevărul